# Хареба

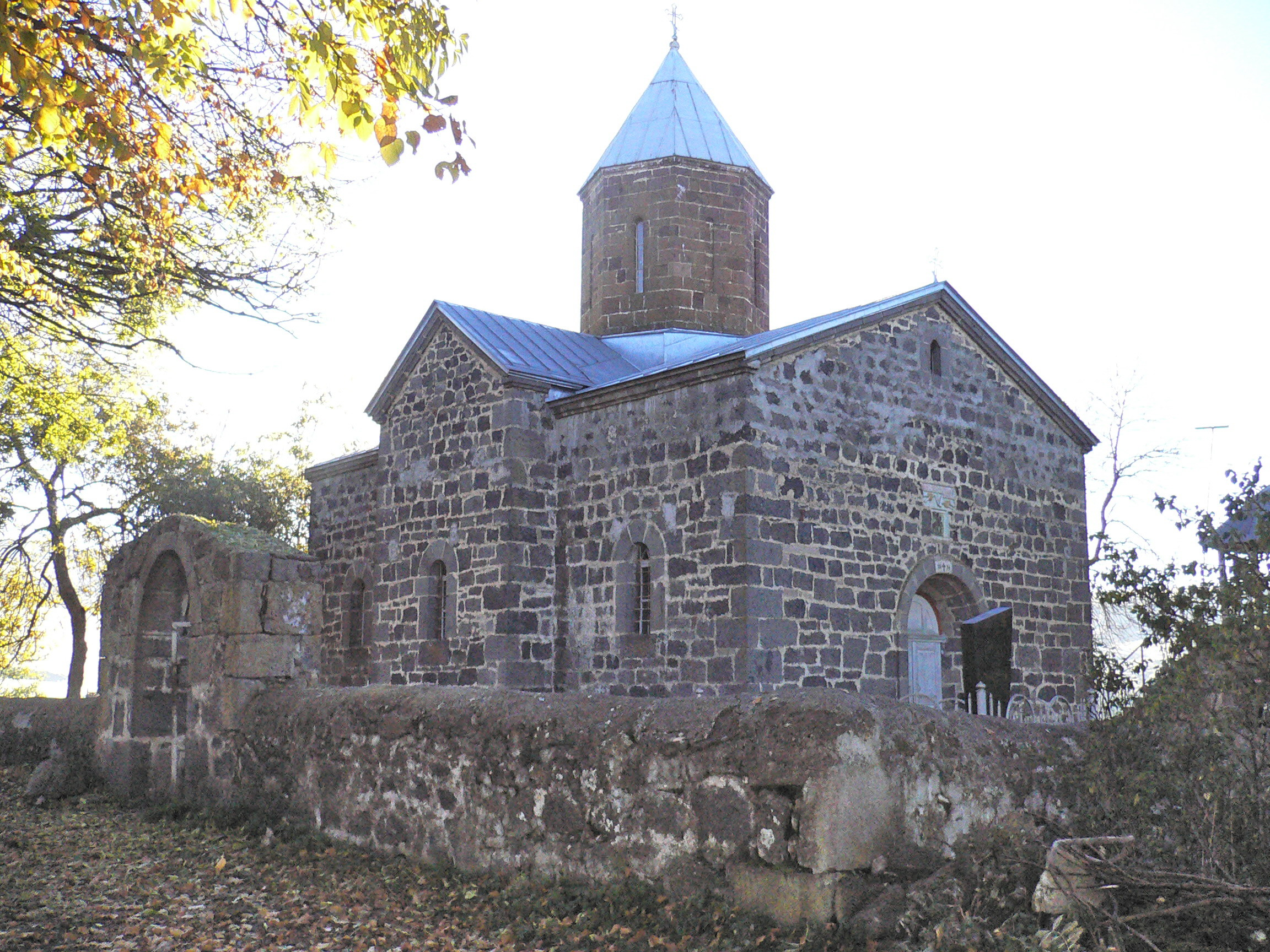
Греческая Церковь Святого Георгия в селе Хареба

Хареба (груз. ხარება, до 2010 года — Квемо-Хараба) — бывшее греческое село в Цалкском муниципалитете Грузии.
Расположено на южных склонах Триалетского хребта Кавказских гор на высоте около 1530 м. Новая история на территории Российской империи начинается с 1831 года, когда появились первые дома-землянки греков, которые являлись переселенцами и беженцами из Османской империи.
Население в 1989 году в основном, составляли греки, в 2002 году — аджарцы. Родина Героя СССР Котанова Фотия Евгеньевича.
В 1990-е годы, из-за всплеска в стране национализма, большинство греков были вынуждены временно уезжать, на заработки в Россию и в Грецию в конце 80-х начале 90-х годов, но дома удалось юридический сохранить. На данный момент большинство пустующих домов заселено аджарцами, ещё с 90ых годов, как временными переселенцами из бедствующих оползнями районов высокогорной Аджарии. В 2002 году 91 % из 303 жителей.. С 2010 года происходит постепенный отход аджарских беженцев, в Аджарию. Постепенно некоторые Греки этих мест возвращаются обратно. Из-за сурового высокогорного зимнего климата, большинство приезжают только на летний период.
В селе имеется большая престольная церковь св. Георгия, построена на пожертвования местного греческого населения в 1886 году. Есть и другие церкви, меньших размеров — Св. Ильи, Св. Марии и Елены, церковь Пресвятой Богородицы, Св. Константина.